# 23756 Daniellozano
23756 Daniellozano là một tiểu hành tinh vành đai chính với chu kỳ quỹ đạo là 1268.0535603 ngày (3.47 năm).
Nó được phát hiện ngày 22 tháng 5 năm 1998.
Thlà mộtsteroid was đặt tên theo Daniel Lozano of Weslaco, Texas for placing second in the group physical science category of the International Science và Engineering Fair (ISEF) in 2007. The group competed against 71 other countries và over 1500 project entries. This group also included Sergio Lozano và Jonathon Munoz.